# Sidley
Sidley är en ort i Storbritannien.   Den ligger i grevskapet East Sussex och riksdelen England, i den södra delen av landet, 80 km sydost om huvudstaden London. Sidley ligger 39 meter över havet och antalet invånare är 5 333.
Terrängen runt Sidley är platt. Havet är nära Sidley söderut.  Närmaste större samhälle är Bexhill-on-Sea, 0,82 km söder om Sidley. Trakten runt Sidley består i huvudsak av gräsmarker.